# Joaquim Sagnier i Villavecchia
Joaquim Sagnier i Villavecchia (Barcelona, 1864 - ídem, 1939), fue un jurista, militar y político español, hermano del arquitecto Enric Sagnier i Villavecchia. Doctorado en Derecho en 1893, ingresó en el cuerpo jurídico militar, llegando al grado de auditor general en 1923, cargo que ejerció en Valladolid, Burgos y Barcelona. Diputado a Cortes por Arenys de Mar (1903-1906 y 1910-1917), fue nombrado alcalde de Barcelona (1913-1914).
| Predecesor: Josep Collaso i Gil | Alcalde de Barcelona 1913 - 1914 | Sucesor: Guillem de Boladeres i Romà |

- Datos: Q930080